# BBC One
A BBC One a brit BBC közszolgálati műsorszolgáltató elsődleges csatornája. A csatorna rendszeres műsora 1936. november 2-án indult BBC Television Service néven, és ez volt az első nagy képfelbontású rendszerben sugárzó csatorna. A BBC2 1964-es indulását követően átnevezték BBC1-re, a BBC One nevet 1997-től használja.
A csatorna költségvetése a 2012/13-as évben 1,14 milliárd font. A BBC többi televízióállomásaiból finanszírozza a működtetését, ezért nem sugároz reklámokat.
Ismertebb sorozatai a Ki vagy, doki?, EastEnders, a Fekete Vipera és Az Onedin család.

## Története
Az első próbaadásra 1929. szeptember 30-án került sor. 1932 augusztusában elkezdte a rendszeres műsorkészítést, majd 1936-ban a rendszeres műsorsugárzást az Alexandra palotából.
1939. szeptember 1-jén, a második világháború kitörésekor a csatornát bezárták. Az utolsó adás egy Mickey egeres rajzfilm volt, melynek címe Mickey Gala Premier. A félbeszakításakor jelentették be, hogy bezárják.
A csatorna 1946. június 7-én 15 órakor indult újra. Az újraindulás után 20 perccel újra leadták az abbahagyott Mickey egeres rajzfilmet az elejétől.
1955-ben elindult az első versenytársa, az ITV. A közönség visszaszerzésére több műsort indított, például a Ki vagy, Doki?-t, amely 1969. november 15-én kezdődött.
1973 és 1977 között magas nézettsége volt. Szintén 1969-ben készült az első kötetlen dokumentumfilm a királyi családról, amit közel 30 millióan néztek meg. 1987 őszén már egyre több műsort sugárzott sztereóban. 1983-ban elkezdte a Breakfast Time című reggeli műsorának sugárzását.
2005-ben egyre több sikeres programot indított, például a Robin Hood. Ekkoriban indította újra népszerű műsorát, a Doctor Who-t, amit 1989-ben hagytak abba.
Az adó 2007-ben nyert a Broadcast Awards-on az Év televízióadója kategóriában. 2008 májusától az összes műsorát feliratozza. 2012-ben elindította a The Voice angol változatát.

## Legnézettebb műsorai
Az adó öt legnézettebb programja a BARB alapján a következő volt:
| # | Műsor                 | Epizód                                                       | Nézettség (millió fő) | Epizód dátuma      |
| - | --------------------- | ------------------------------------------------------------ | --------------------- | ------------------ |
| 1 | EastEnders            | Den divorces Angie                                           | 30,15                 | 1986. december 25. |
| 2 | EastEnders            | New Year Episode – Sharon is stalked.                        | 28,00                 | 1987. január 1.    |
| 3 | Only Fools and Horses | "Time On Our Hands"                                          | 24,35                 | 1996. december 29. |
| 4 | EastEnders            | Everyone is telling Mark to tell Michelle about his illness. | 24,30                 | 1992. január 2.    |
| 5 | EastEnders            | Michelle tells Den that she is pregnant.                     | 24,15                 | 1988. január 7.    |

## Arculat
A BBC első arculati témája 1962 és 1991 között a világtérkép volt. A formát többször változtatták: a földgömb 1991 és 1997 között, azután hőlégballon 1997 és 2002 között, ezt követően 2002 és 2006 között a tánc lett, amiben különböző stílusokat táncolnak. Ezt követte a legutóbbi arculat 2006. októbere és 2016. decembere között: a kör. 2017. január 1-én mutatkozott be a jelenlegi arculat Oneness néven.

## BBC One HD
2010. november 3-án 19 órakor elindult a BBC One HD-változata. Itt a BBC programjai HD-minőségben érhetőek el, közöttük az EastEnders, Ki vagy, Doki?, The One Show, Holby City vagy a Leggyengébb láncszem.

## Vezetői
- 1963–1965: Donald Baverstock
- 1965–1967: Michael Peacock
- 1967–1973: Paul Fox
- 1973–1977: Bryan Cowgill
- 1977–1981: Bill Cotton
- 1981–1984: Alan Hart
- 1984–1987: Michael Grade
- 1987–1992: Jonathan Powell
- 1992–1996: Alan Yentob
- 1996–1997: Michael Jackson
- 1997–2000: Peter Salmon
- 2000–2005: Lorraine Heggessey
- 2005–2007: Peter Fincham
- 2007–2008: Roly Keating (ideiglenesen kinevezett)
- 2008–2010: Jay Hunt
- 2010–2013: Danny Cohen
- 2013–2016: Charlotte Moore[14]

## Fordítás
Ez a szócikk részben vagy egészben  a   BBC One című angol Wikipédia-szócikk fordításán alapul.  Az eredeti cikk szerkesztőit annak laptörténete sorolja fel. Ez a jelzés csupán a megfogalmazás eredetét és a szerzői jogokat jelzi, nem szolgál a cikkben szereplő információk forrásmegjelöléseként.